# Барцотти, Клод
Клод (наст. имя Франческо) Барцотти (итал. Claude Barzotti; 23 июля 1953, Châtelineau, Бельгия — 24 июня 2023, Court-Saint-Étienne, Бельгия) — итало-бельгийский певец, чей успех пришёлся на 1980-е годы. Строчка из его самой известной песни «Rital» — «Je suis Rital et je le reste» («Я итальянец и им останусь») — напоминает об итальянском происхождении артиста.

## Биография
Франческо Барцотти 23 июля 1953 года родился в Бельгии.
До 18 лет обучался в городе Виллароза на Сицилии, затем, в возрасте 18 лет, окончательно обосновался в Бельгии.
В 1981 году Барцотти выпустил первый студийный альбом Madame c 13 треками. Заглавная одноимённая песня с альбома принесла певцу первую популярность, а диск был продан в количестве более чем 400 тысяч экземпляров.
Вышедший сразу вслед за этим сингл «Rital» («Итальянец») стал самым большим успехом Барцотти. Два года спустя был выпущен одноимённый альбом, куда вошёл и другой трек, обретший популярность — песня «Je ne t'écrirai plus».
В 1990 году вышла любовная баллада «Aime-moi», исполненная Барцотти в дуэте с певицей Мишель Торр.
В 1992 году Барцотти написал песню «Nous, on veut des violons» для певицы Морган, представлявшей Бельгию на конкурсе песни «Евровидение». Песня заняла 20 место, набрав 11 очков.
В 1999 году Клод Барцотти и поэтесса Анн-Мари Гаспар взялись за написание мюзикла под названием «Новые кочевники» (фр. Les nouveaux nomades), сюжет которого основывался на иммигрантской жизни отца певца и композитора. В мюзикл вошло 28 песен, написанных Барцотти, однако из-за финансовых проблем проект не удалось довести до завершения. В том же году, по словам автора, все песни в его исполнении были записаны им в студии, с тем чтобы предоставить их для ознакомления будущим вокалистам, и ни одна из них, не была издана официально. Тем не менее одна песня — «La France est aux Français» (с фр. — «Франция для французов») — попала интернет и, будучи вырванной из контекста, вызвала осуждение публики и обвинение певца в ксенофобии. В то же время текст песни был подхвачен таким националистически настроенным политиком, как Марин Ле Пен. Сам Барцотти выразил уверенность, что этого бы не случилось, если бы Ле Пен посмотрела спектакль целиком.
В 2004 году сборник певца Best Of вызвал возрождённый интерес канадской публики и занял 76-е место в чартах Канады.
В начале ноября 2012 года музыкант пережил инфаркт.
В августе 2013 года выступил на алжирском фестивале L’été en musique à Alger.
Скончался 24 июня 2023 года на 70-м году жизни.

## Дискография
- 1981 — Madame
- 1983 — Le Rital
- 1984 — Beau, j’s’rai jamais beau
- 1986 — C’est moi qui pars…
- 1987 — J’ai les bleus
- 1990 — Aime-moi
- 1991 — Douce
- 1991 — Amami (на итальянском языке)
- 1992 — Pour elles
- 1993 — Chante en italien
- 1993 — Chante Noël
- 1996 — Je t’apprendrai l’amour
- 1998 — Emotions
- 2000 — La France aux Français (на физических носителях не выходил; размещён в интернете против воли певца);
- 2003 — Ancora
- 2012 — Une autre vie
- 2012 — Re-chante Noël